# Église Saint-Nicolas de La Croix-aux-Mines
Pour les articles homonymes, voir Église Saint-Nicolas.
L'église Saint-Nicolas est un édifice religieux catholique situé à La Croix-aux-Mines, à l'est du département français des Vosges. Elle est dédiée à saint Nicolas – patron de la Lorraine, devenu celui des mineurs de La Croix – et connue sous le nom de « chapelle d'argent », son histoire étant étroitement liée à l’exploitation des mines d'argent dans la région.
L'église est rattachée à la communauté de paroisses de la Sainte Trinité à Bertrimoutier, dans le diocèse de Saint-Dié.

## Histoire
En 1352, les mineurs font bâtir une première église dont il ne subsiste que la tour carrée qui porte sur le côté droit la date de sa construction.
Au XVIe siècle, les mines sont en plein essor et, grâce à la piété des mineurs, l’église s’enrichit de plusieurs monuments, autels, sculptures et peintures. Les dessins des mines d'argent réalisés par Heinrich Gross en 1529 témoignent de cette intense activité et du rôle central de l'église, dont la silhouette se profile sur plus de la moitié d'entre eux.
Des travaux ont lieu en 1711, mais c'est en 1784 qu'une nouvelle église, plus grande, est construite. Elle conserve la tour qui est percée pour permettre une autre orientation de l'édifice. La première pierre est bénie par l'abbé Rovel, curé de Laveline et de La Croix, et une plaque à l'intérieur de l'église commémore l'événement, rappelant qu'elle fut reconstruite « aux frais de la fabrique », grâce aux « corvées de ses paroissiens, qui tous imitèrent le zèle de leurs pasteurs ».
En 1824 l'église reçoit son premier orgue.
En 1868 elle est dotée de contreforts, puis restaurée en 1978 et 1993.
Pendant l'entre-deux-guerres un projet de vitraux prend corps et se concrétise au lendemain de la Seconde Guerre mondiale.
Le milieu du XXe siècle voit la reconnaissance de ce patrimoine par les Monuments historiques.
En 1994 les véritables fûts de sapin qui soutenaient la voûte en bois d'origine sont remplacés et la restauration des œuvres d'art se poursuit au fil du XXIe siècle.

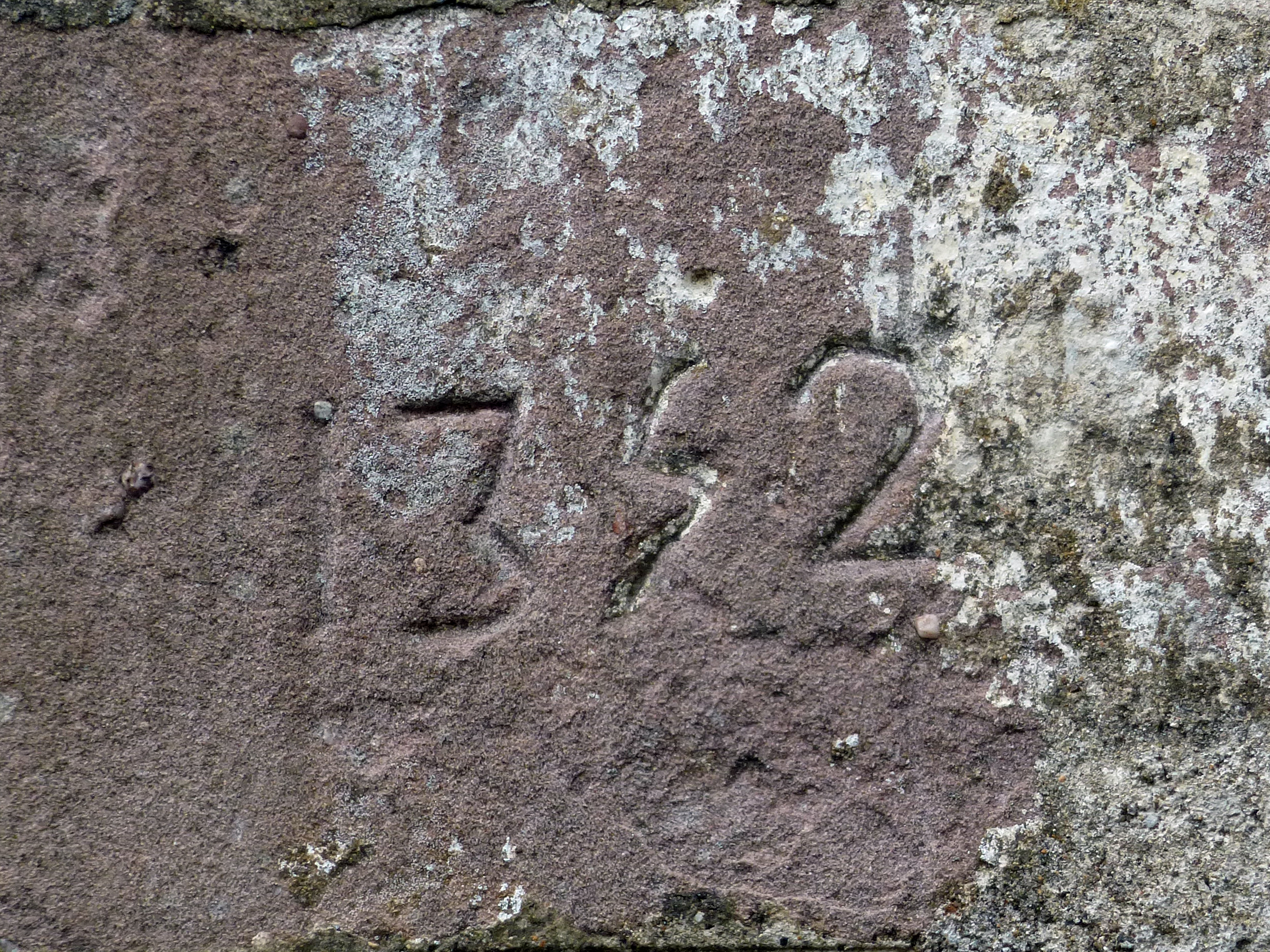
1352 : date de construction gravée dans la pierre.
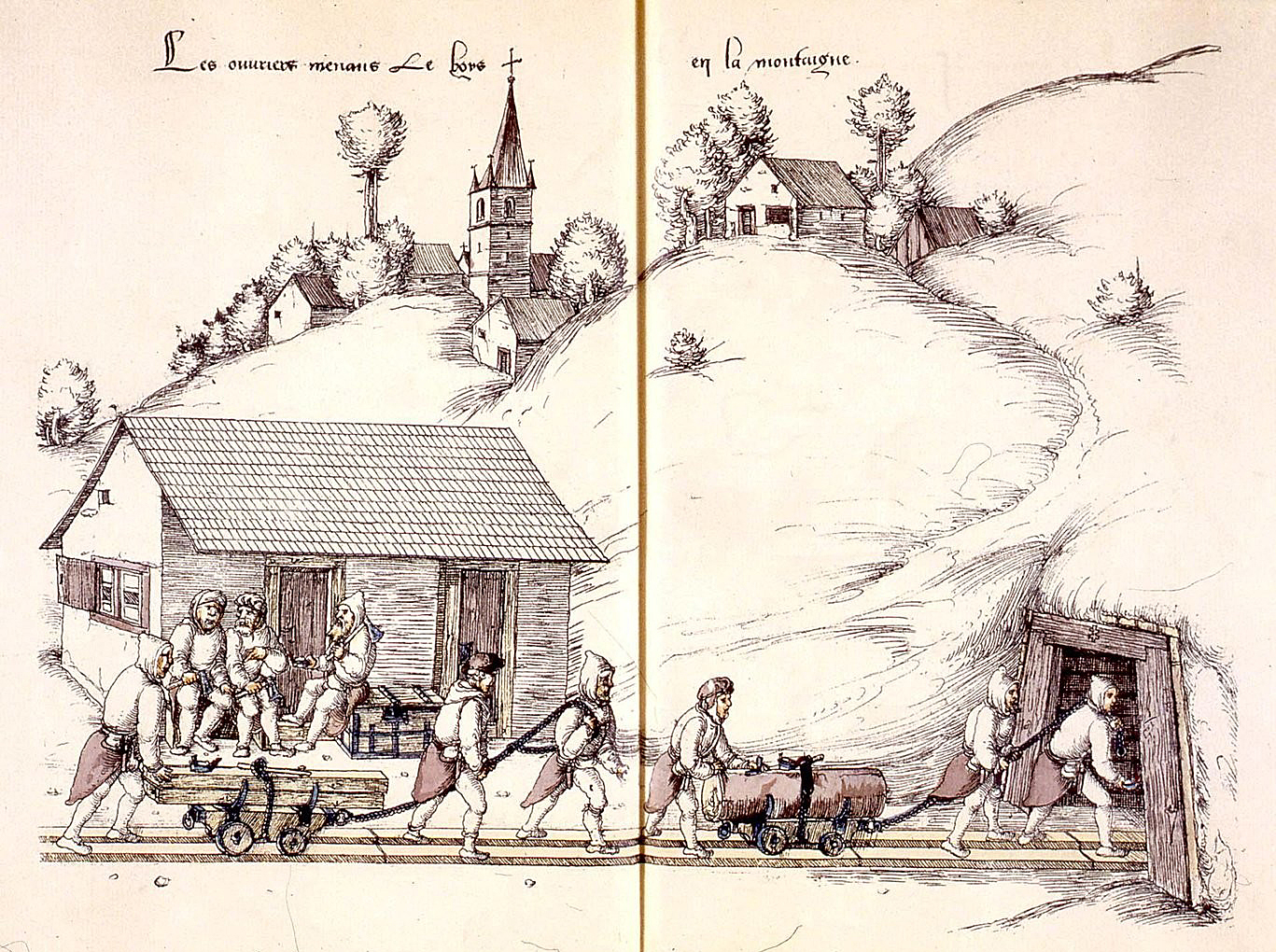
XVIe siècle : ancienne église sur un dessin de Heinrich Gross.
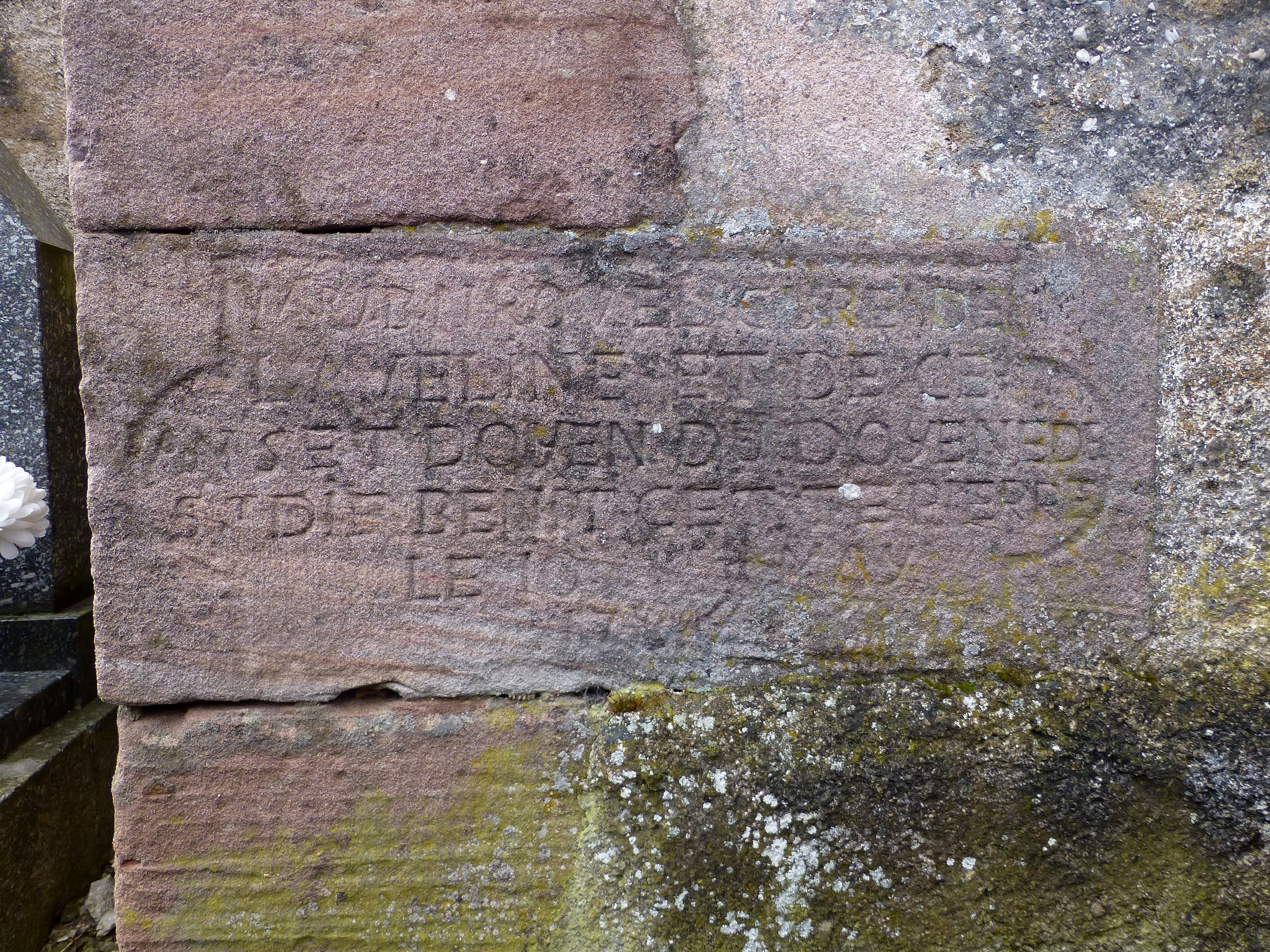
Bénédiction de la première pierre de la nouvelle église par l'abbé Rovel.
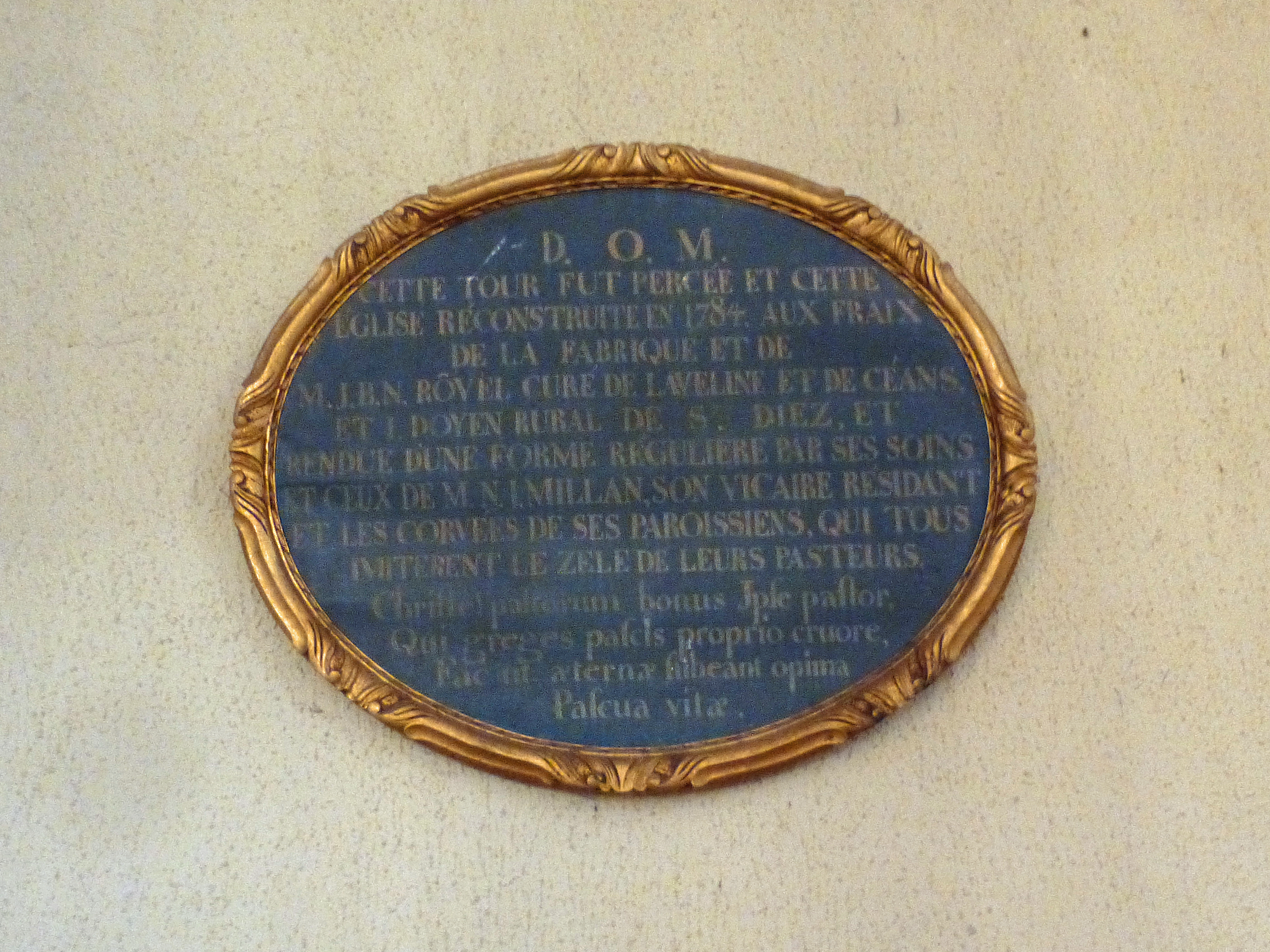
1784 : percement de la tour et reconstruction.

## Mobilier
Richement décoré, le mobilier date principalement des XVIe et XVIIIe siècles, périodes fastes de l'histoire des mines d'argent dans la région. Une vingtaine d'éléments font l'objet d'une protection au titre des Monuments historiques, obtenue principalement en 1961 ou 1970.

### Autels
Deux autels proviennent de l'ancienne église et datent du XVIe siècle : l'autel des fonts baptismaux et l'autel Notre-Dame de Pitié.
Les autres datent du XVIIIe siècle et ont tous trois été classés MH en 1970.
Le maître-autelIl est en chêne sculpté et plâtre peint (faux marbre) et doré. Le retable et ses statuettes ont été réalisés en 1733 par J. Bailly, maître sculpteur et doreur à Damas-aux-Bois. Les deux anges adorateurs agenouillés ont été exécutés par un atelier de Saint-Dié en 1787. Ils ont fait l'objet d'une restauration en 2002. La toile est de Joseph Augustin, de Saint-Dié. Elle est entourée d'un cadre riche, sculpté et doré, due à Jacques Fiderlay, maître-menuisier dans la même ville (1787).
L'autel de la Sainte ViergeDaté de 1769, il est surmonté par le retable Tableau du Rosaire représentant saint Dominique recevant le rosaire de l'Enfant Jésus. Les statues de saint Pierre et saint Paul, en bois sculpté, sont d'origine. La statue de l'Immaculée Conception, en bois sculpté peint et doré, est un peu plus tardive (fin du XVIIIe - début du XIXe siècle).
L'autel de sainte Barbe et du Bon BernardIl a été réalisé en 1769 par Grandemange. Les statues de saint Pierre et saint Paul datent probablement de la même année, mais c'est en 1846 que Dolmaire de Bruyères fit la peinture sur toile du retable. Sainte Barbe est – notamment – la patronne des mineurs. Le « Bon Bernard » fait référence au bienheureux Bernard II de Bade dont le culte fut introduit à La Croix-aux-Mines en 1529 par deux habitants venus d'Allemagne.

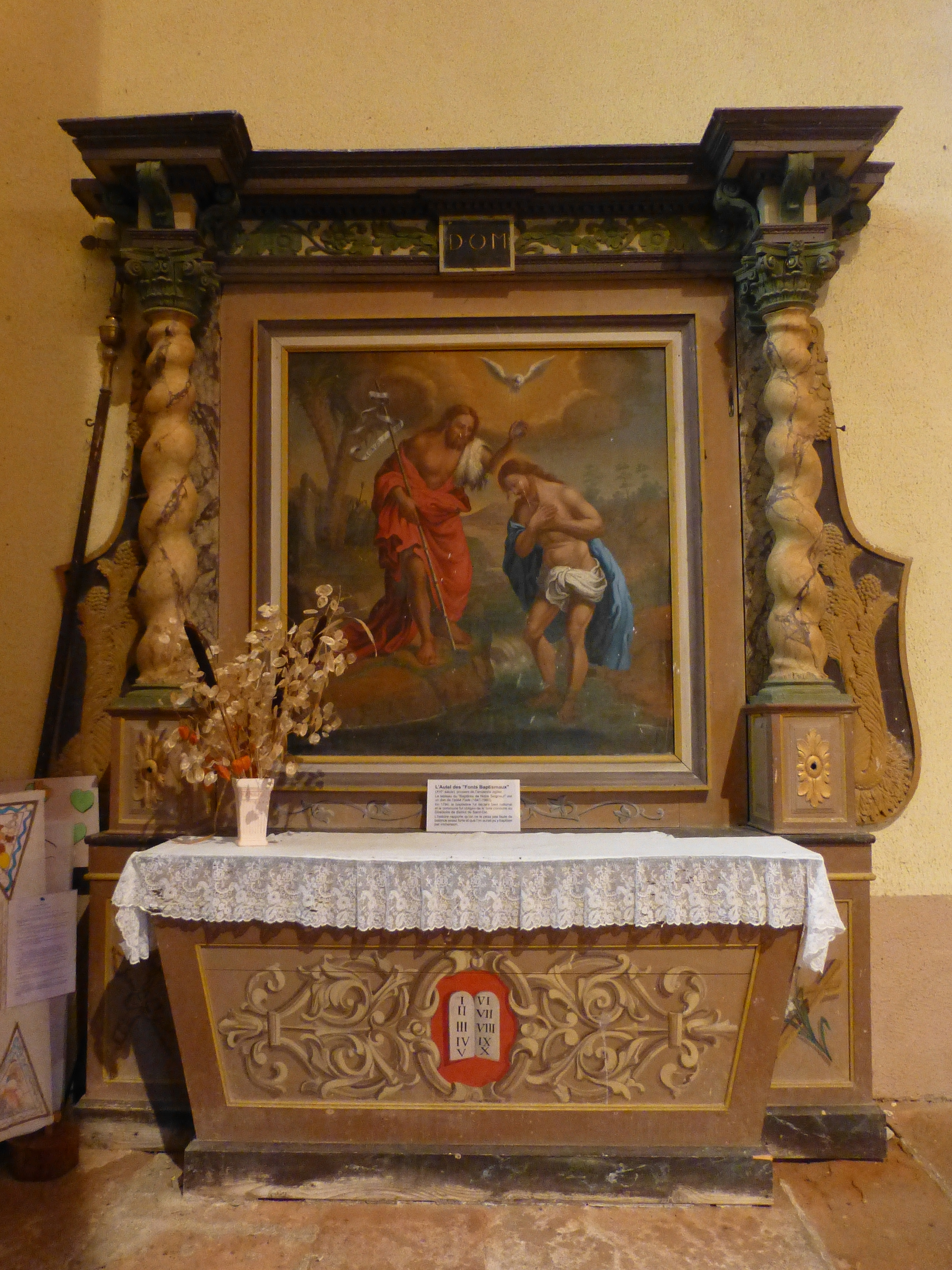
Autel des f baptismaux (XVIe siècle).
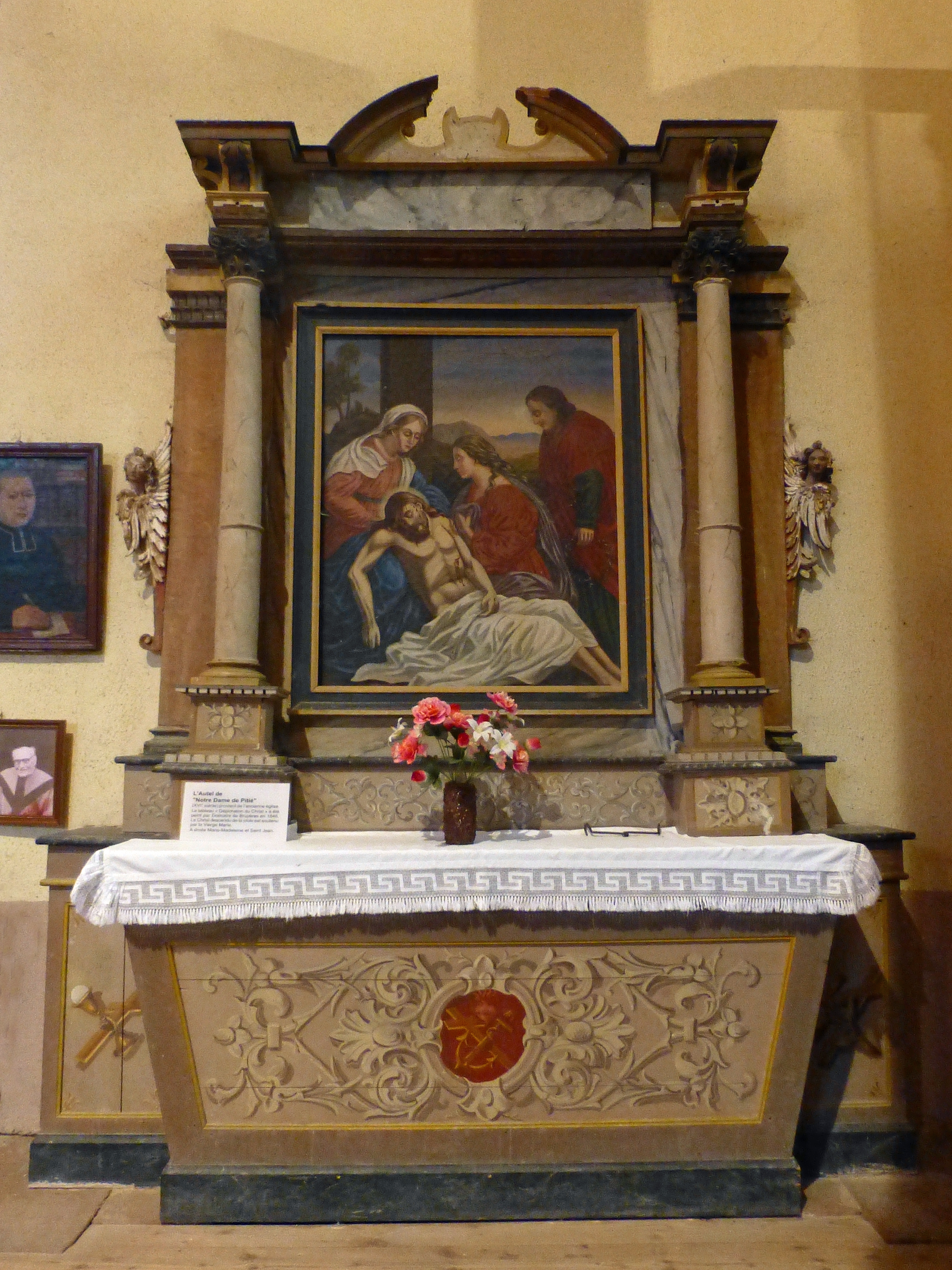
Autel Notre Dame de Pitié (XVIe siècle).
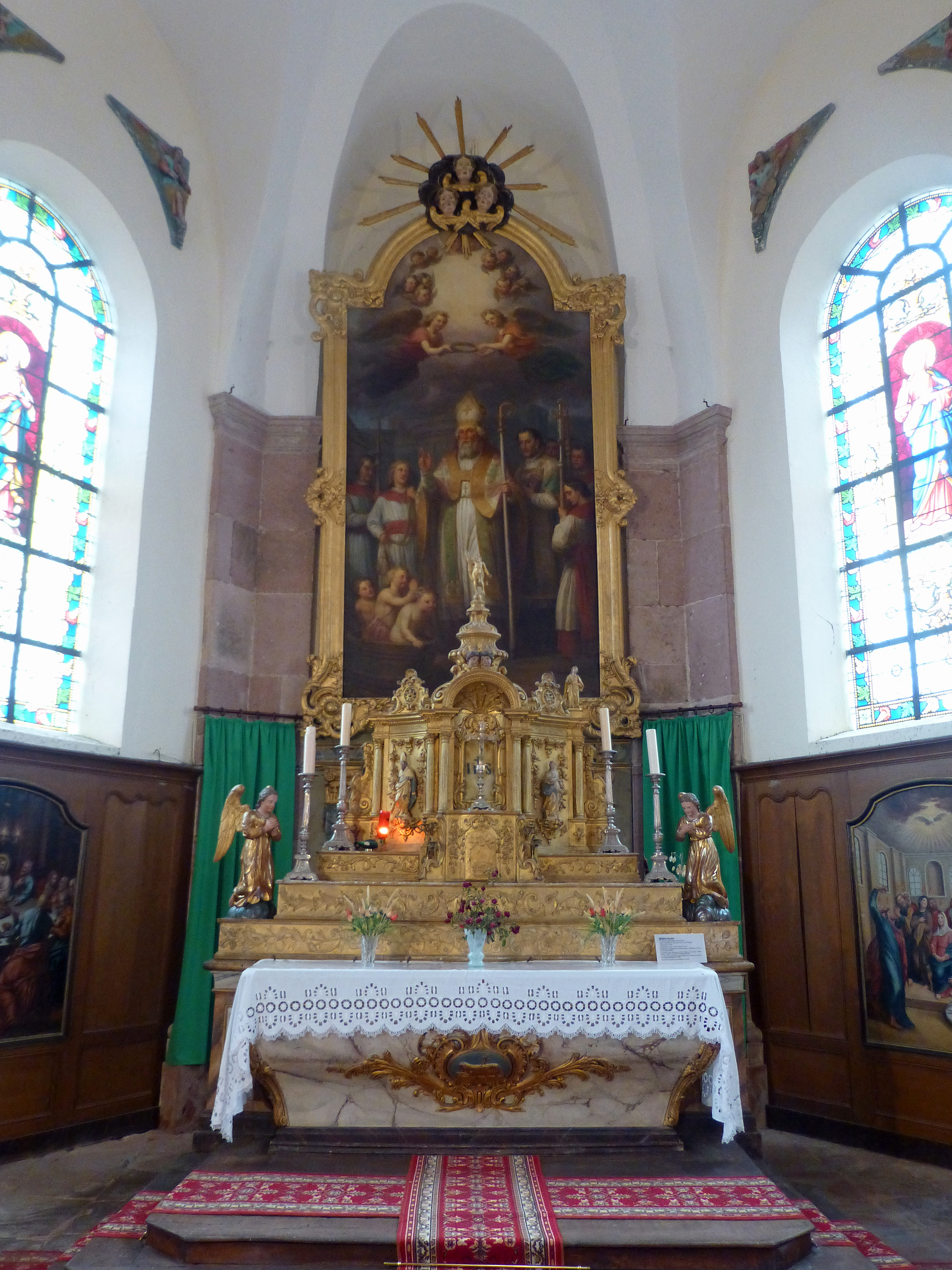
Maître-autel (XVIIIe siècle).
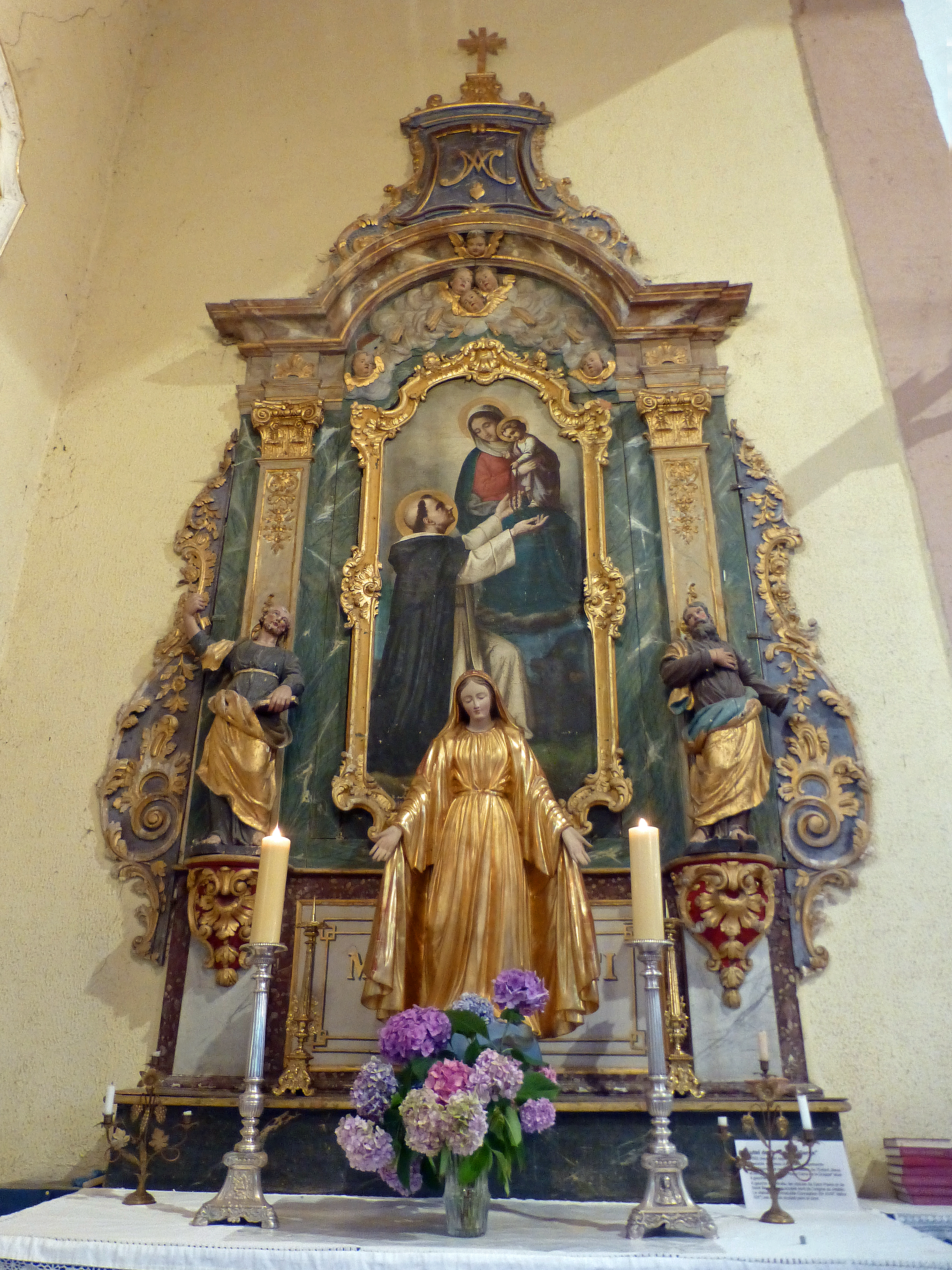
Autel de la Sainte Vierge (XVIIIe siècle).
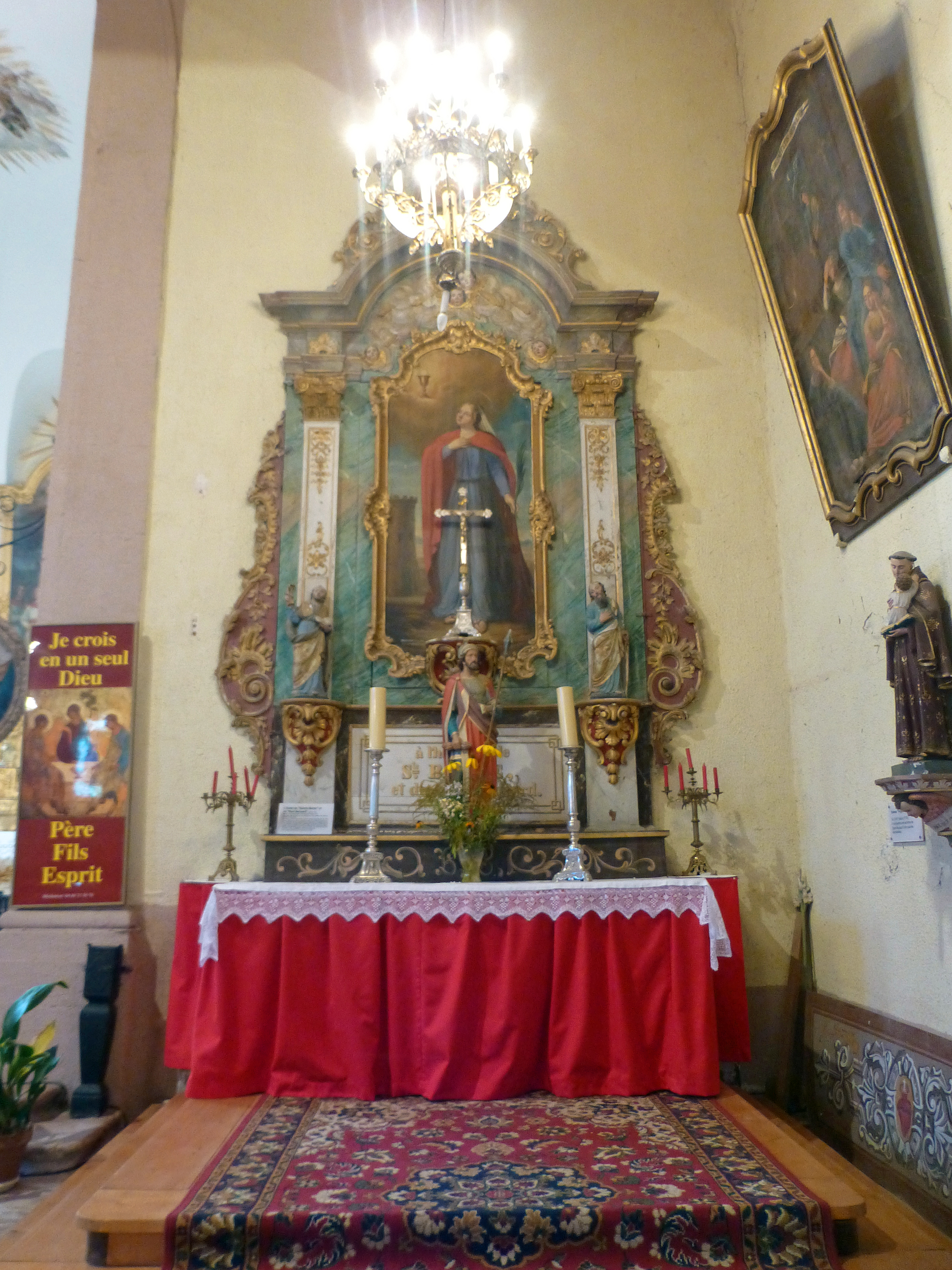
Autel de sainte Barbe et du Bon Bernard (XVIIIe siècle).

### Sculpture
Le Christ en croixEn bois sculpté et peint (fin du XVe ou XVIe siècle), il est classé au titre objet en 1970.
La DéplorationCette Mise au tombeau sculptée, datée du premier quart du XVIe siècle, se trouvait d'abord dans le cimetière, dans une petite chapelle érigée en 1508 par un certain Coenche (ou Kointz), directeur des mines, pour la sépulture de sa femme. Cette chapelle fut détruite en 1784 au moment de l'agrandissement de l'église et la sculpture y fut transférée. Elle a été classée au titre objet en 1961.
La Sainte ParentéUn autre groupe sculpté, en bois peint et doré du XVIe siècle, comprend quatre personnages, la Vierge et l'enfant Jésus, sainte Anne, Joseph et saint Joachim. D'influence alsacienne, il provient sans doute d'un retable à caisson central et volets. Classé en 1961, il a été restauré en 2010.

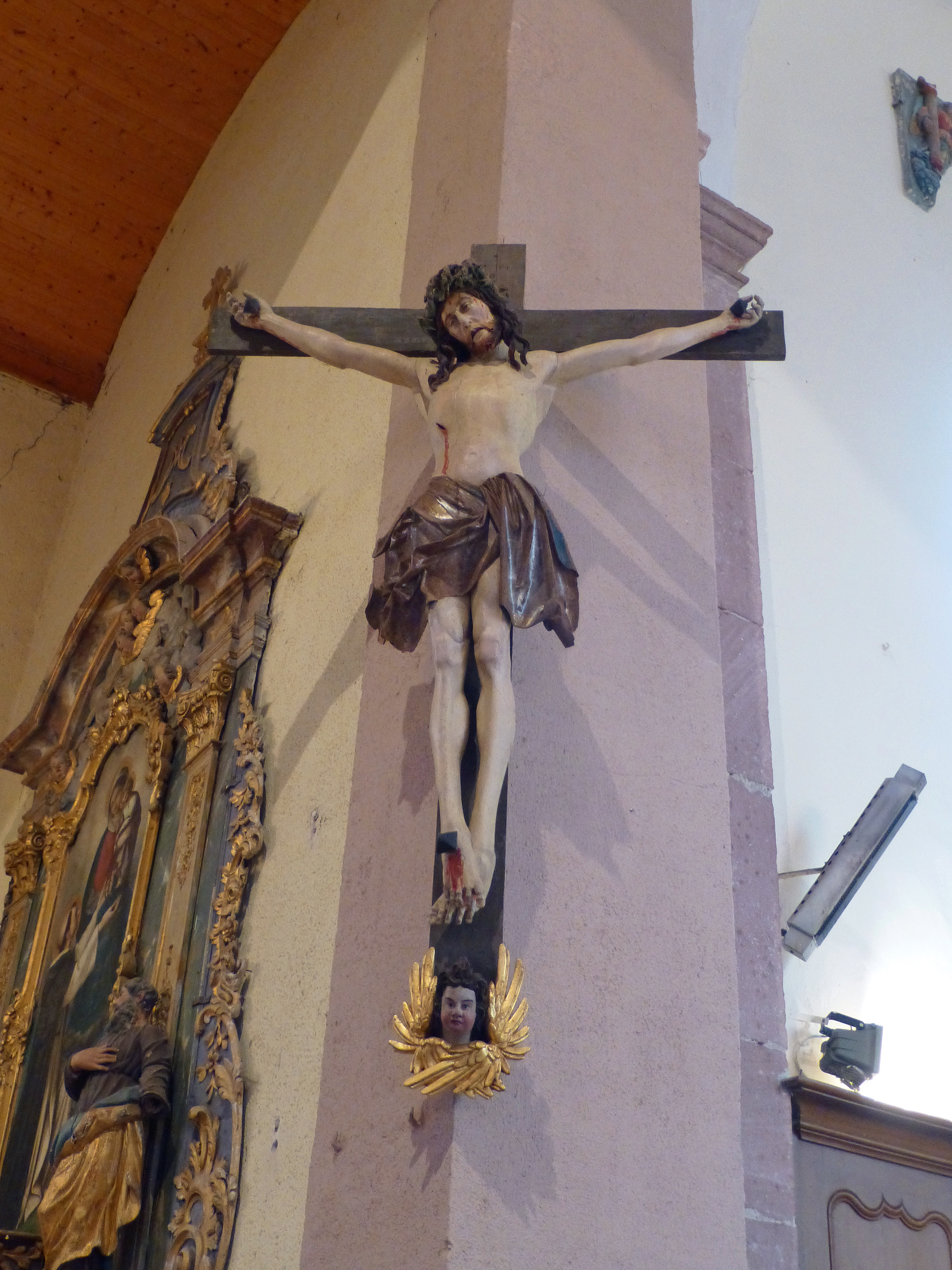
Christ en Croix (fin du XVe ou XVIe siècle).
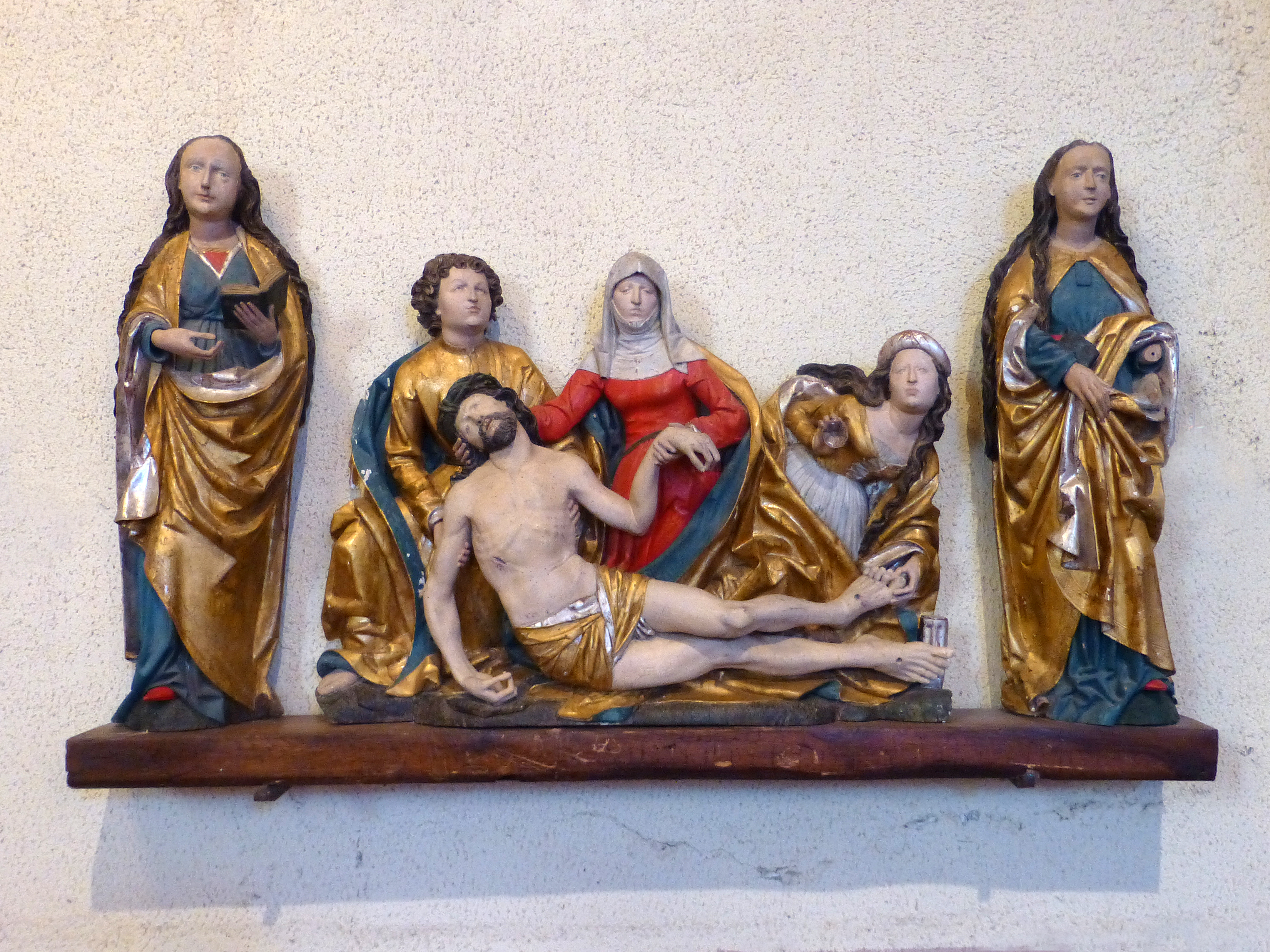
La Déploration (XVIe siècle).
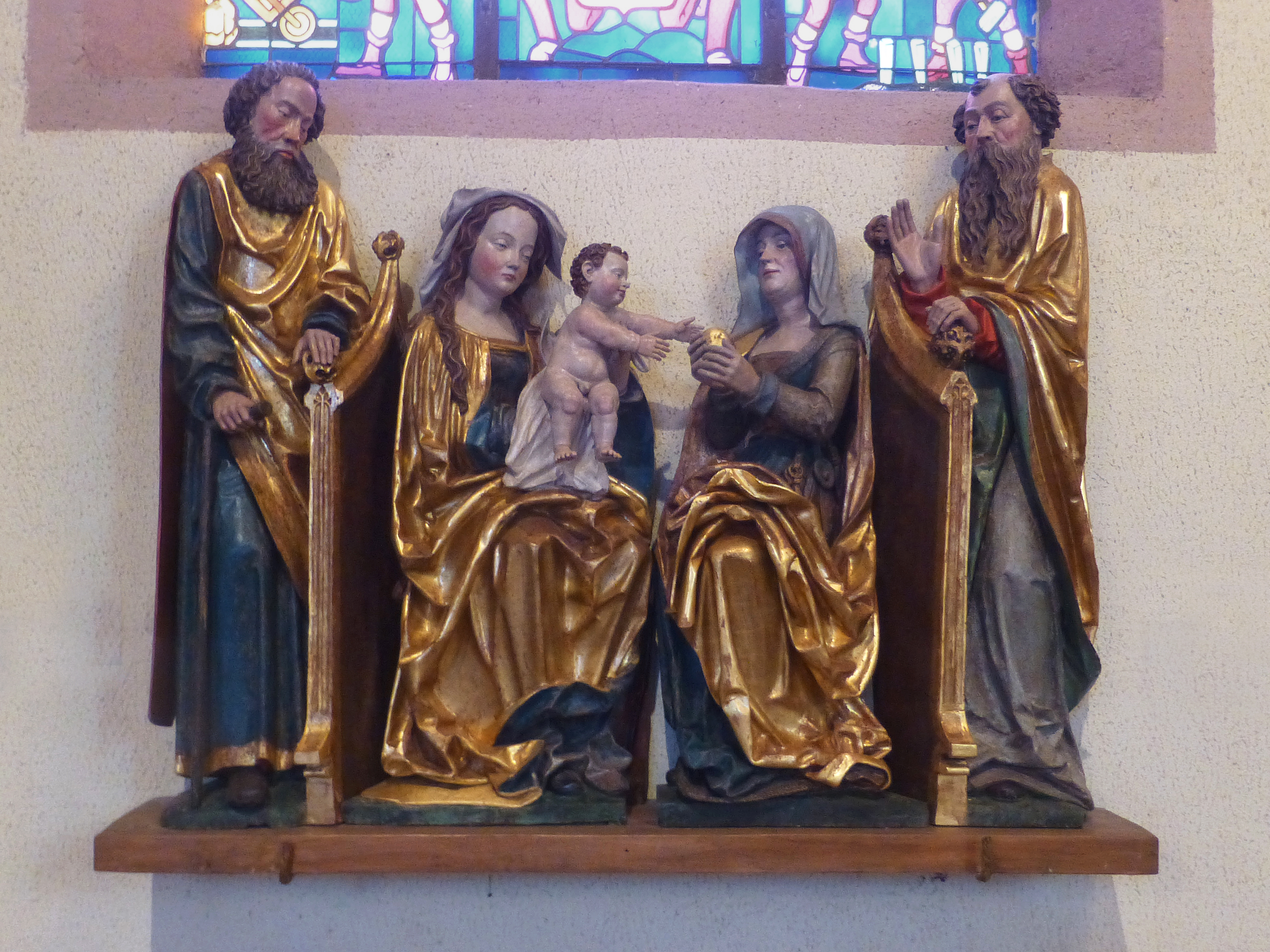
La Sainte Parenté (XVIe siècle).

Encadrant le chœur, neuf appliques de stuc en forme d'écoinçon représentent des anges, musiciens ou porteurs des instruments de la Passion. Selon l'abbé Adrien Fresse, elles auraient été mises en peinture par un certain Thomas de Fraize. Exécutées en 1786, elles ont été classées MH en 1970.

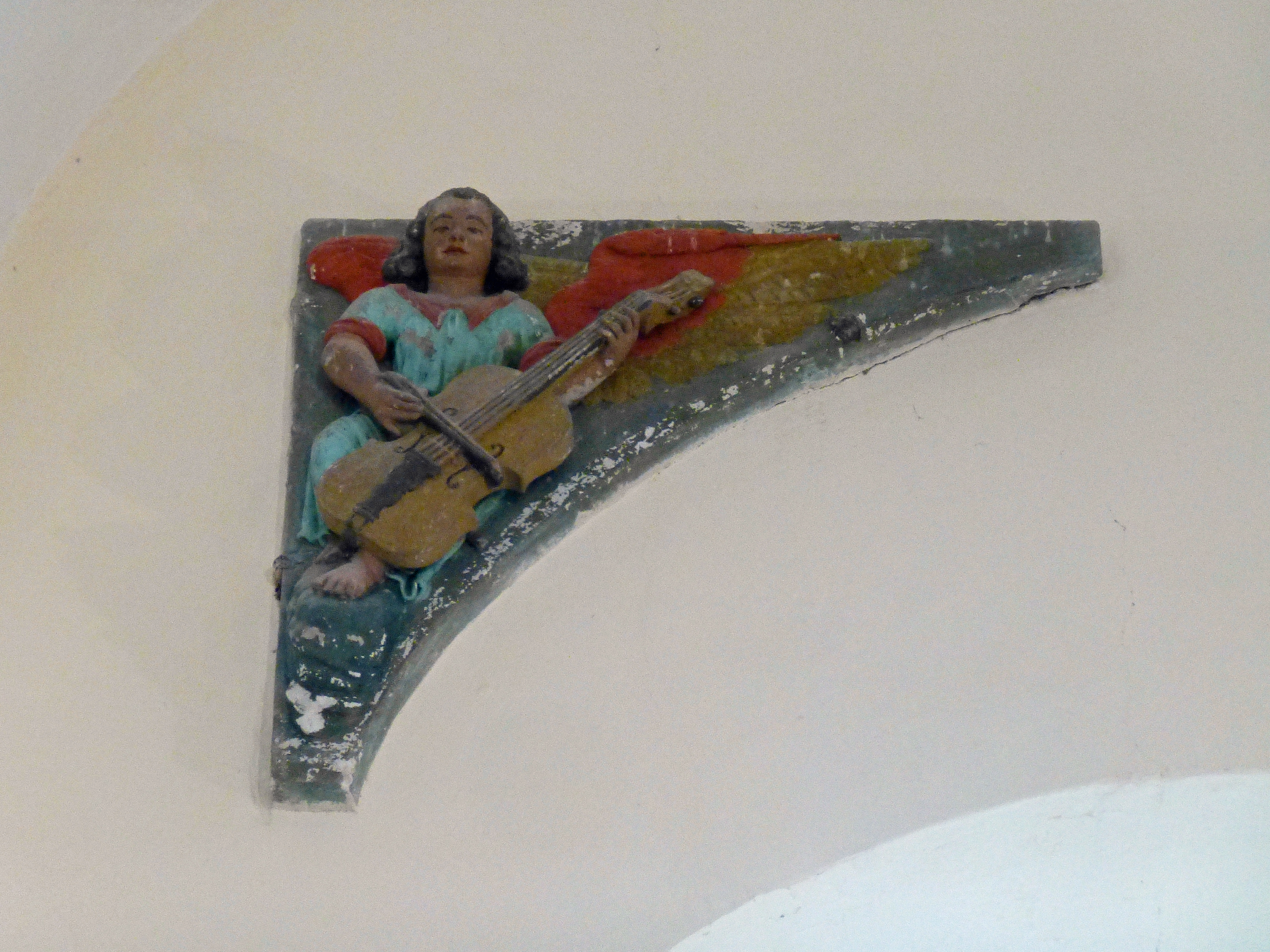
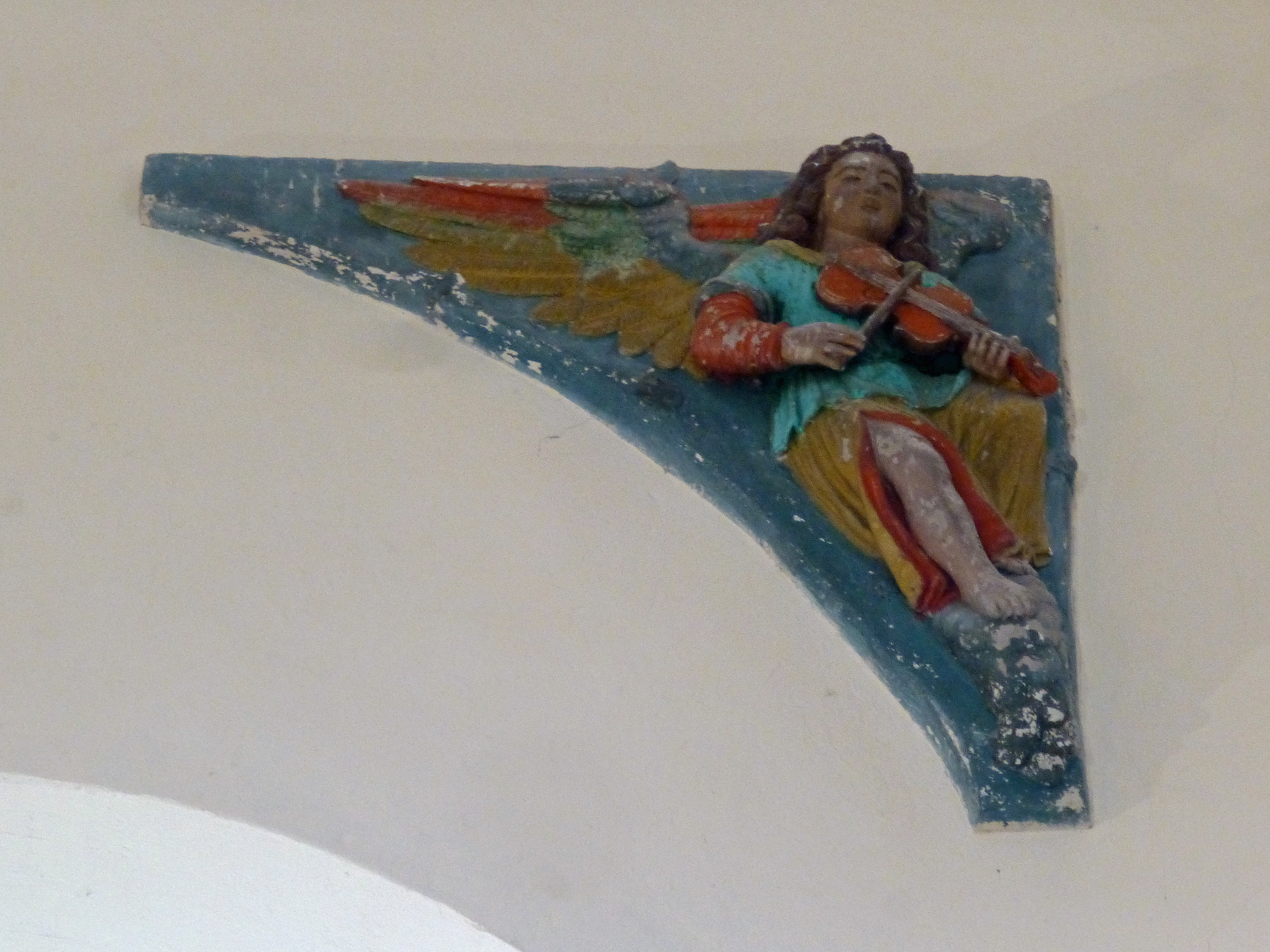

### Peinture
Accrochée à l'entrée du chœur, dans un cadre ovale, une épitaphe de 1757 a été classée MH au titre objet en 1970. Elle porte l'inscription suivante :

« Cy gissent les corps de M. Franç. Brugger, Gentilhome Tyrolien, Officier concessionaire de ces Mines, du Roi, de Rosine Berkoffer, son ep. & de G.M. Brugger, leur fils, Eqr. de S.A.R. Mort le 31 mars 1757. »

Un tableau de 1774, Virginitatis Servator, met en scène une aumône de saint Nicolas à trois pauvres demoiselles.
Des deux côtés de la nef, quatorze toiles peintes, dont les cadres sont dorés à la feuille, constituent un Chemin de croix, commémorant la Passion du Christ. Dû à la générosité des paroissiens dont les noms figurent au bas de chaque station, il fut érigé canoniquement le 20 novembre 1857.

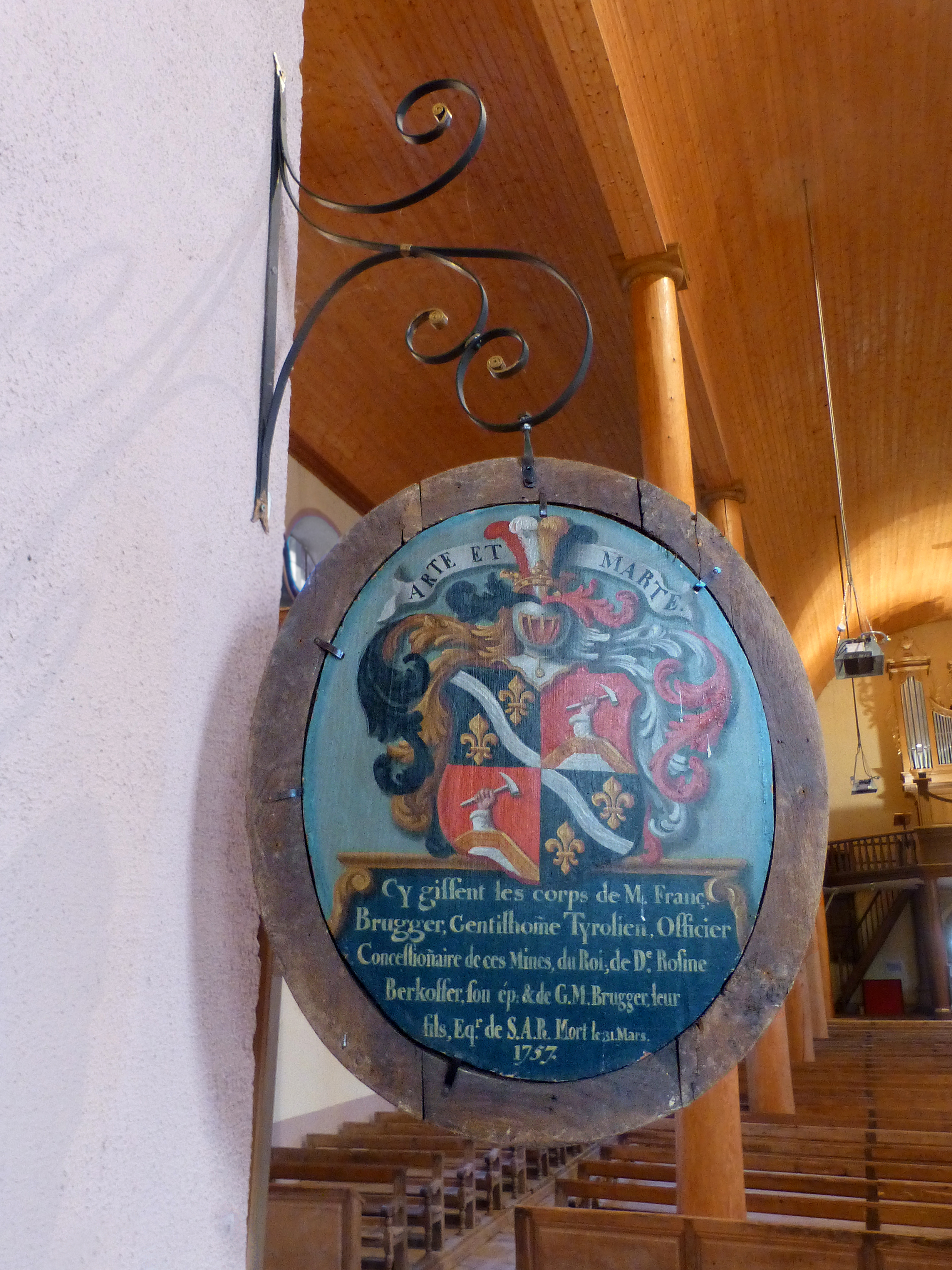
Épitaphe (1757).
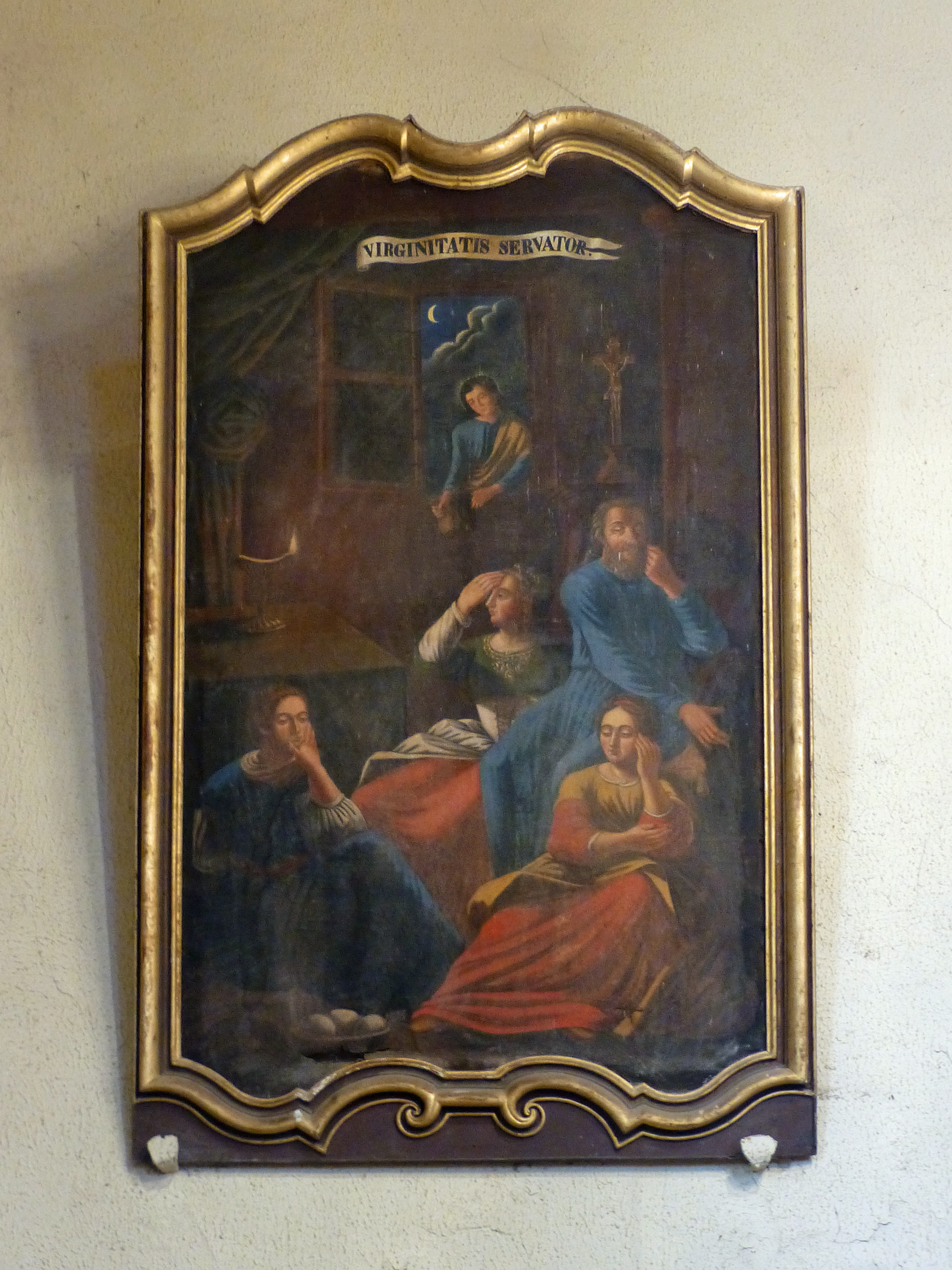
Virginitatis Servator (1774).
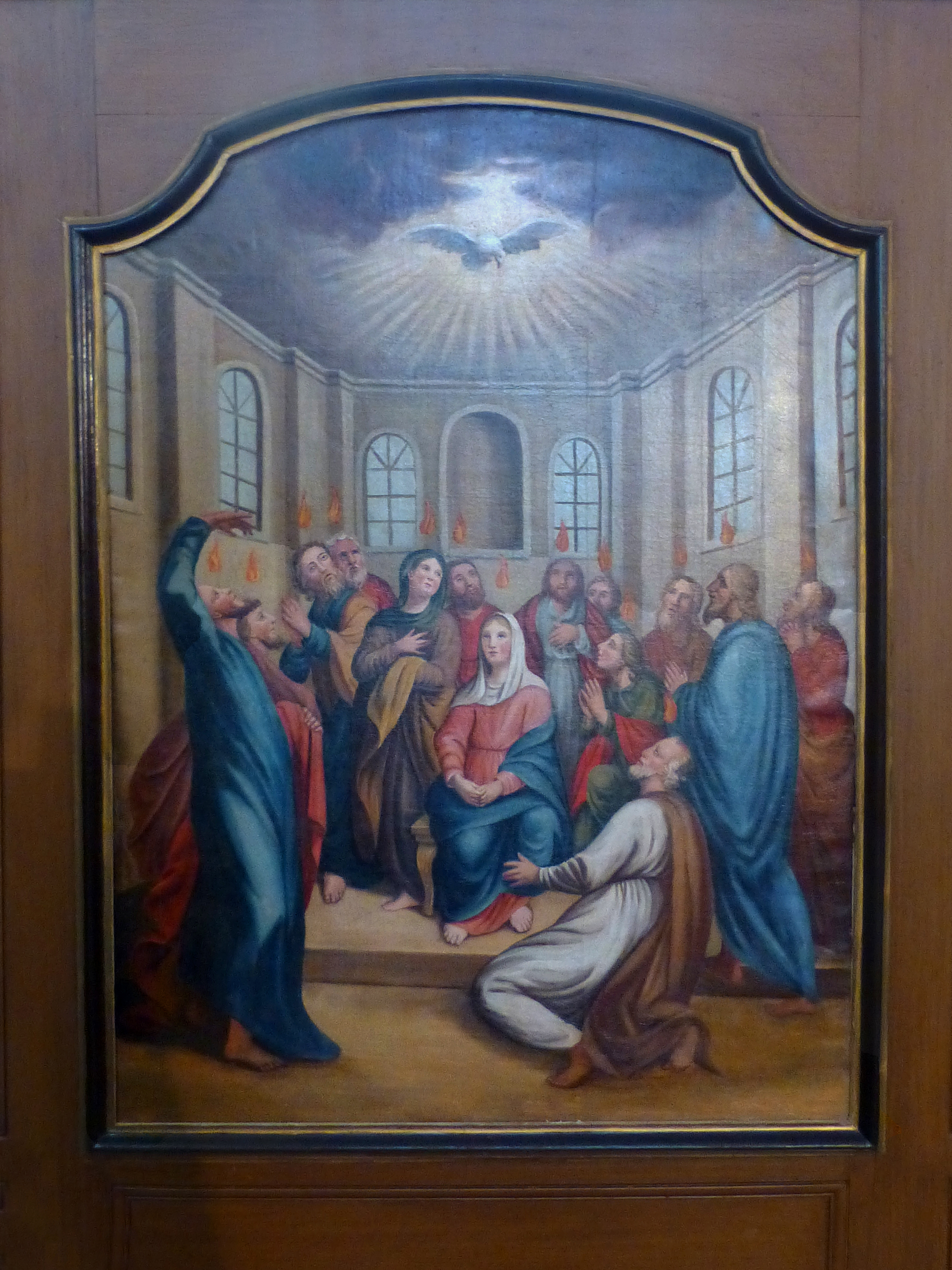
La Pentecôte (1786).
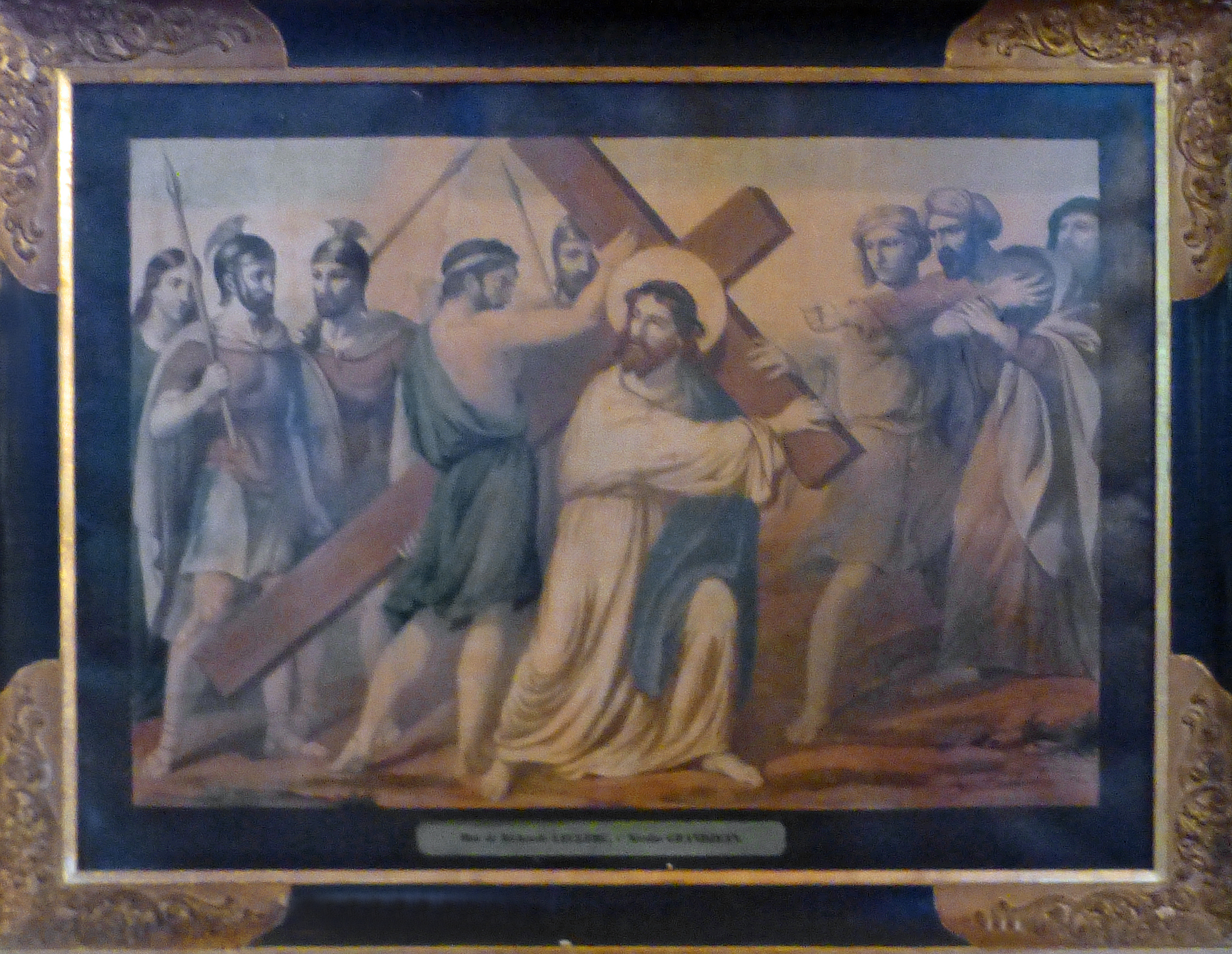
L'une des 14 stations du Chemin de Croix (1857).

### Vitraux
La nef comprend dix vitraux, dont six retracent l'activité de la mine, à partir du recueil de 25 dessins à la plume exécutés par Heinrich Gross en 1529. L'initiative de ce projet revient à l'abbé Jules Didierlaurent, curé de la Croix-aux-Mines pendant plus de 50 ans. La série, commandée à l'atelier Benoît de Nancy en 1936, partiellement réalisée en 1937, ne put être achevée qu'après la Seconde Guerre mondiale.

### Tableau des obits

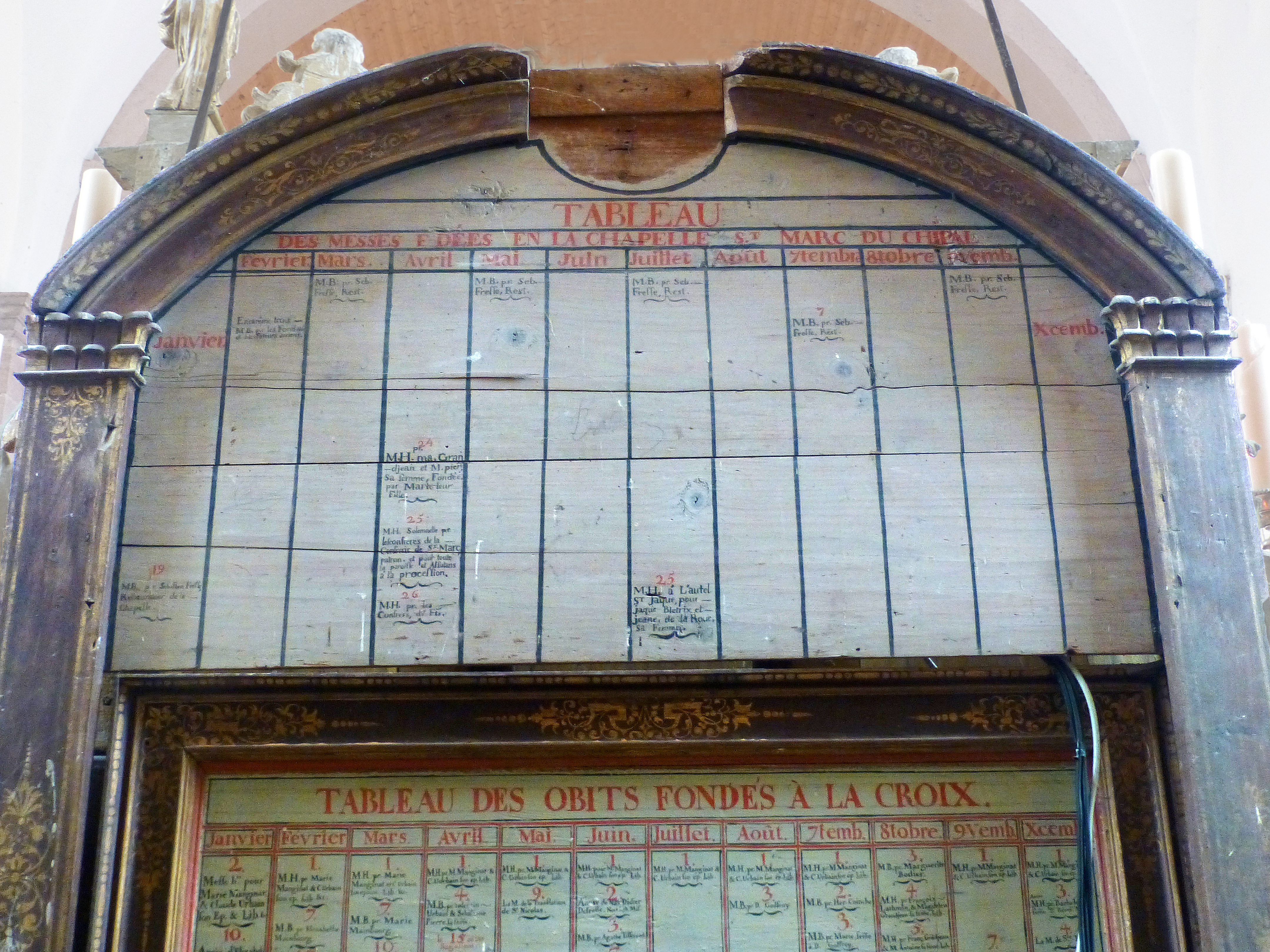
Tableau des obits.

À l'arrière du maître-autel, des panneaux en bois peint du XVIIIe siècle consignent les messes et obits demandés par fondation à la chapelle Saint-Marc du Chipal  et à l'église Saint-Nicolas. Ce tableau des obits – c'est-à-dire des services religieux célébrés par fondation pour un défunt à la date anniversaire de sa mort – a bénéficié en 1988 d'une inscription aux Monuments historiques au titre objet. Ils étaient les seuls recensés lors de l'inventaire général des monuments et des richesses artistiques de la France en 1977.

### Objets liturgiques
L'église possède notamment six chandeliers d'autel en cuivre repoussé et argenté, dont les trois faces du pied triangulaire portent des épis de blé ou des grappes de raisin. Ils ont obtenu un classement au titre objet en 1970.
Une vitrine abrite une collection de statuettes (saint Nicolas, saint Hydulphe, saint Dié), de vêtements liturgiques et d'objets du culte : calice, patène, osculatoire, burettes, ostensoir, bras reliquaires ou crucifix.

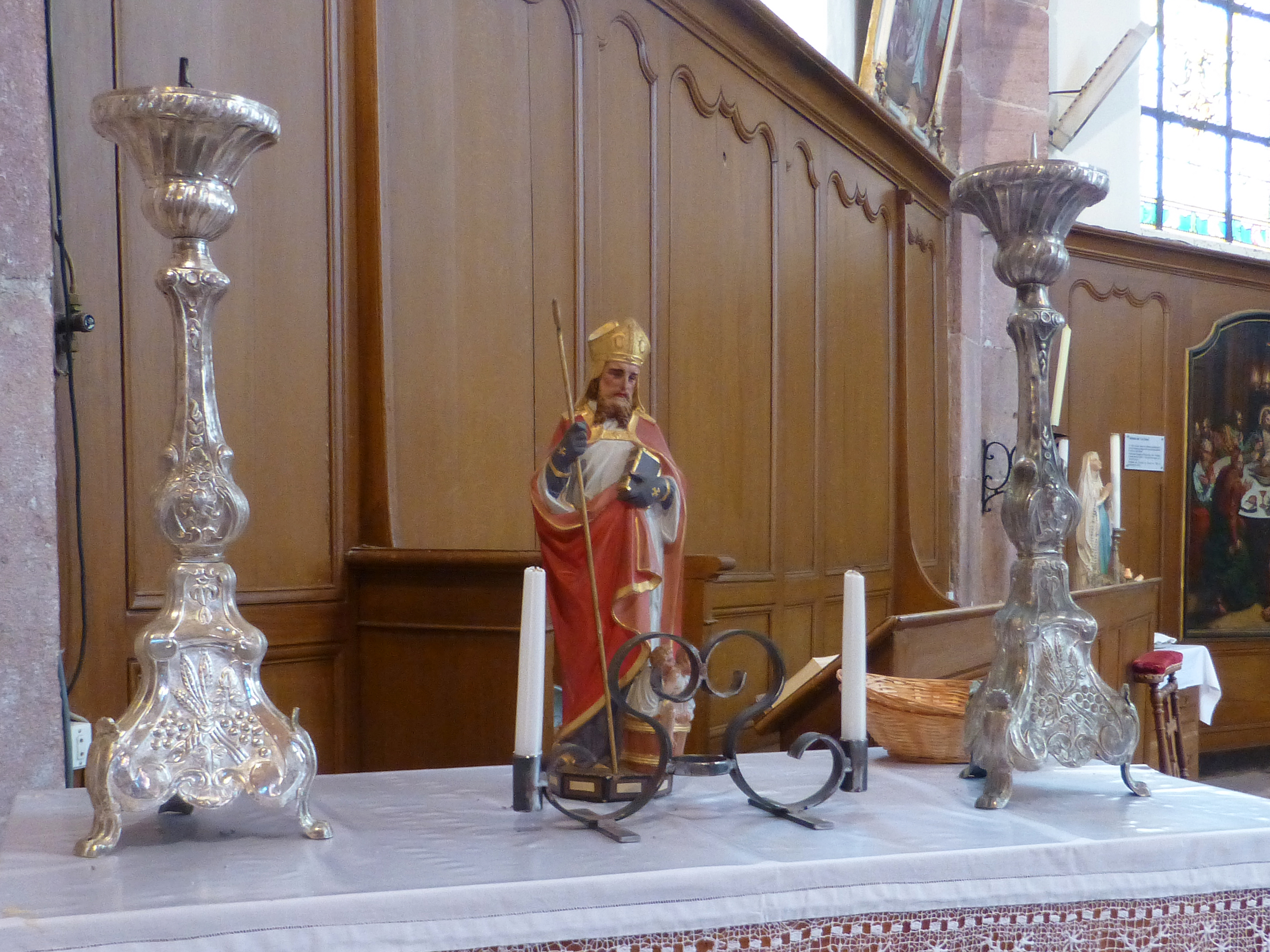
Chandeliers (XVIIIe siècle).
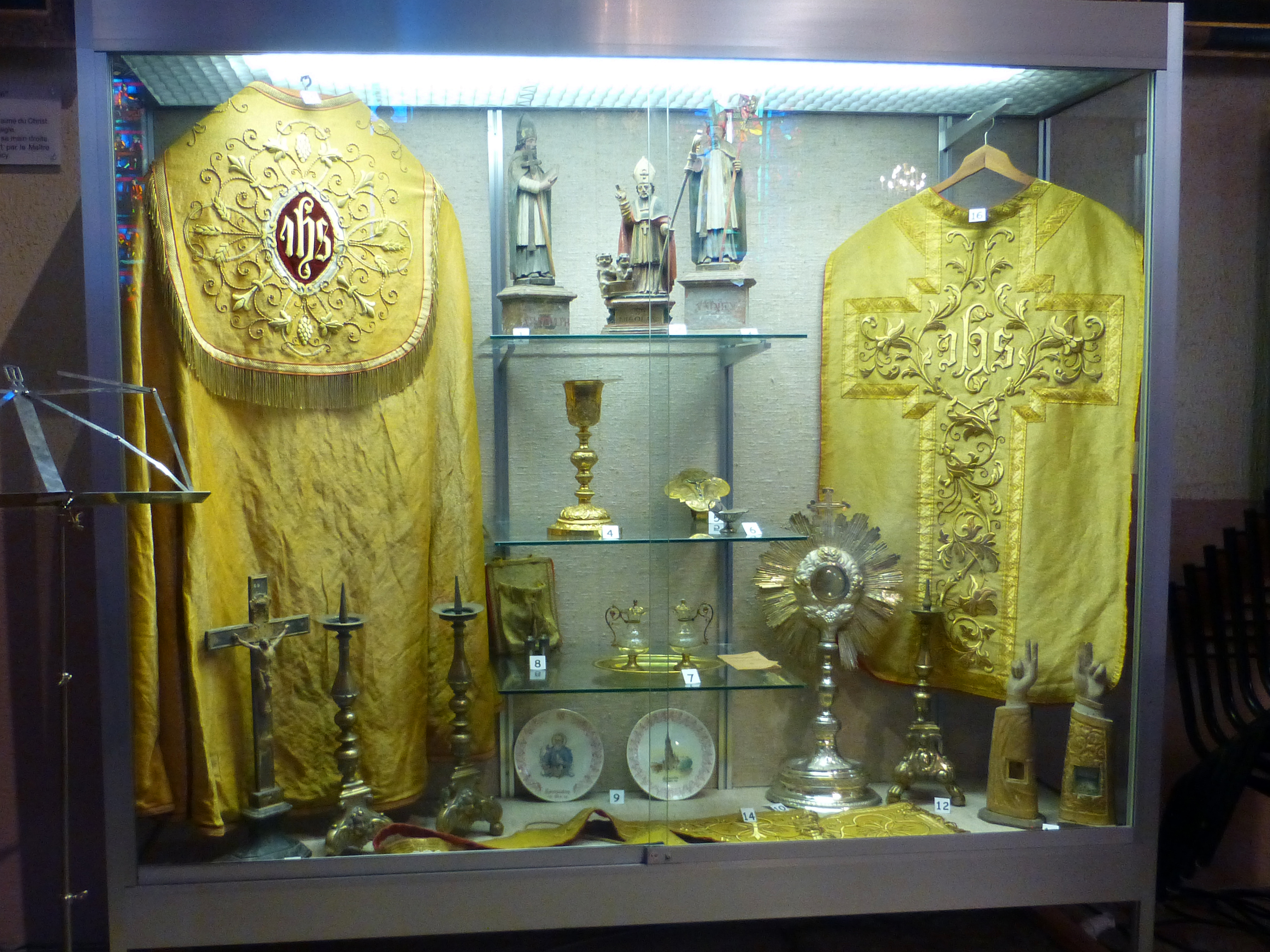
Collection de chasubles et d'objets liturgiques.
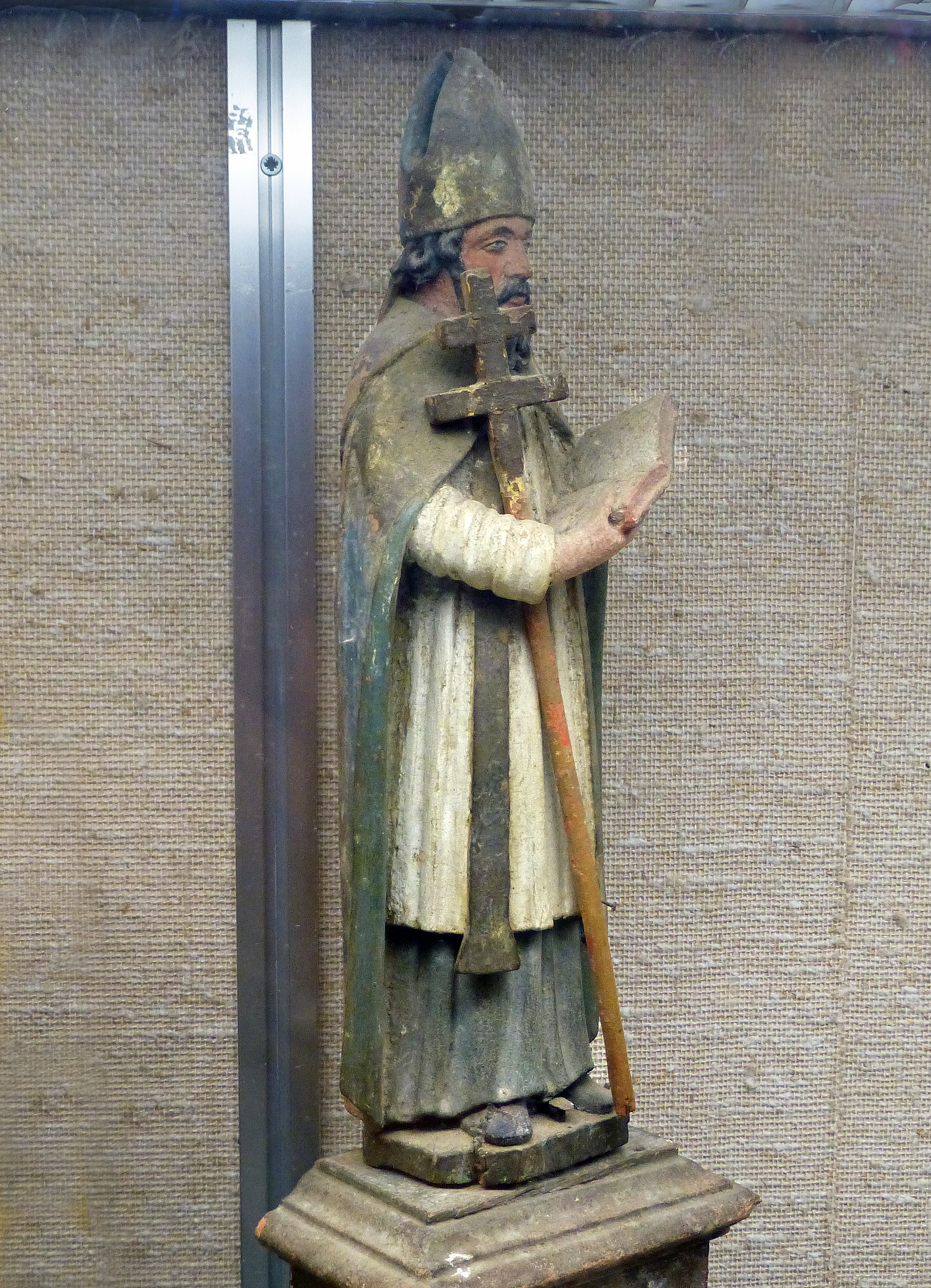
Saint Hydulphe (XVIIIe siècle).
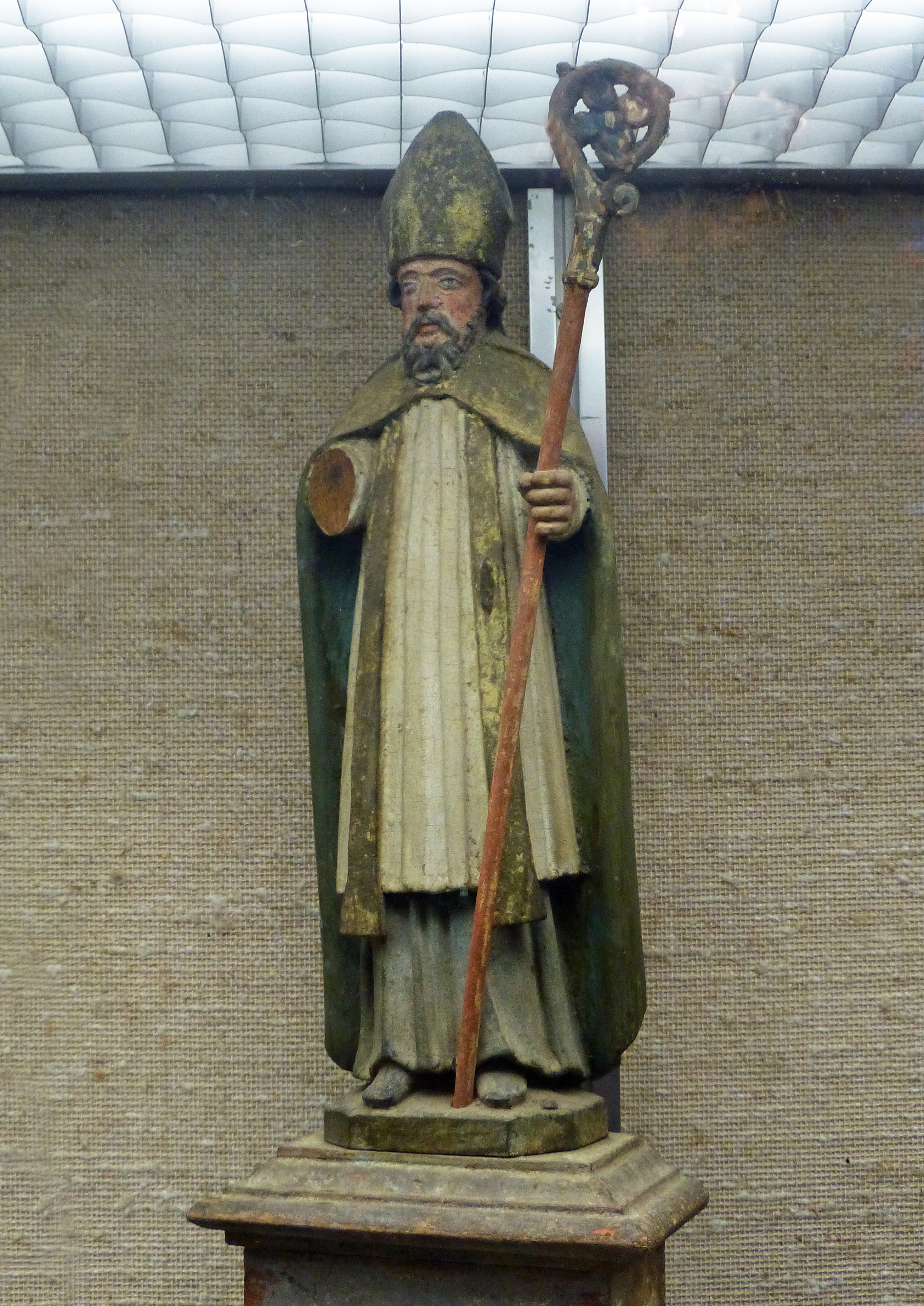
Saint Dié (XVIIIe siècle).

## Orgue

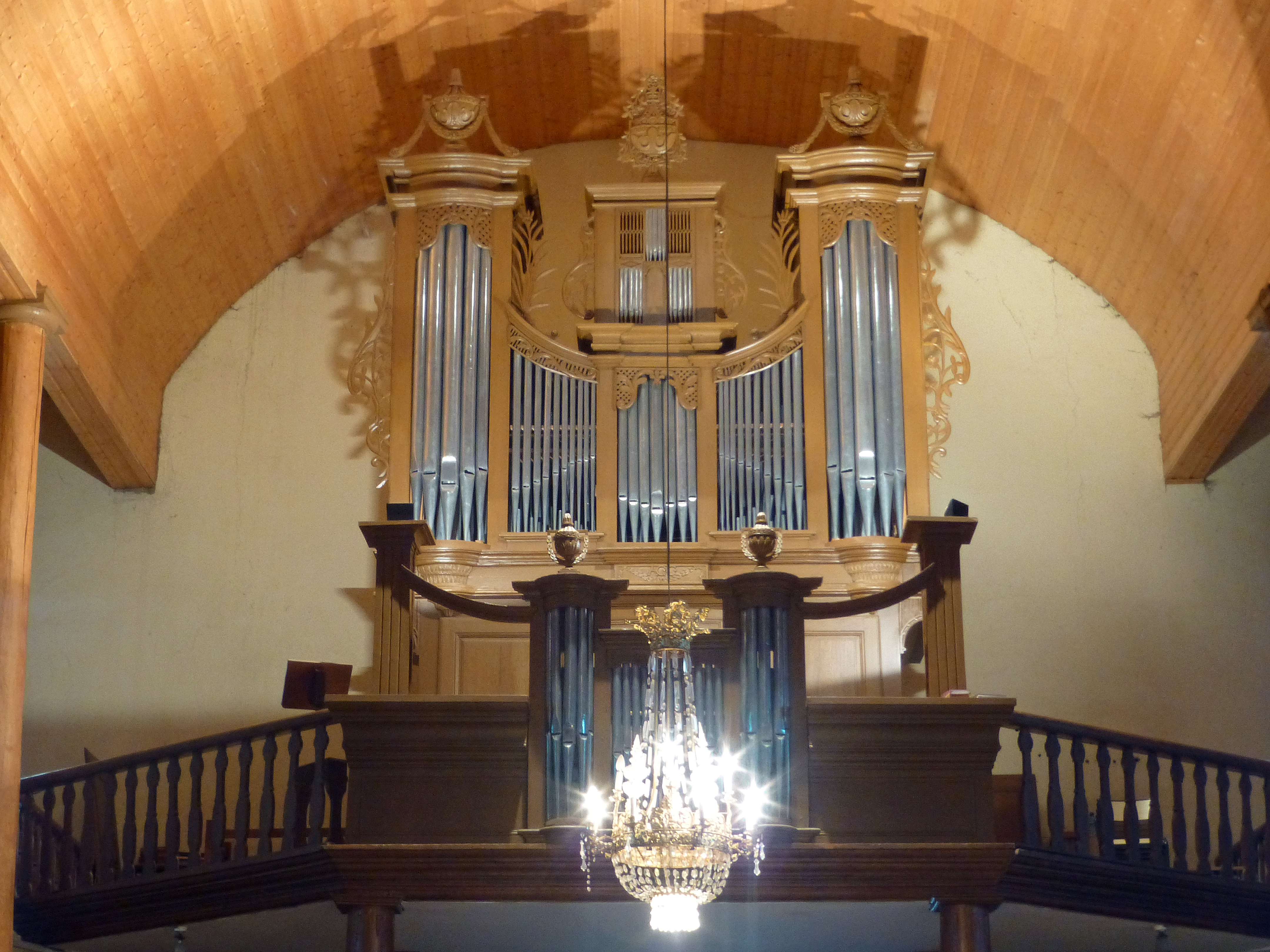
Grand orgue.

L'orgue d'origine (buffet et partie instrumentale) est construit en 1822-1824 par Augustin Chaxel, un artisan local installé à Fraize et issu d'une famille de facteurs d'orgue dont la plupart gagneront le pays de Bade.
Après plusieurs modifications et réparations – quelques jeux avaient été repris par la maison Jaquot-Jeanpierre en 1875 et Théodore Jaquot avait installé une nouvelle soufflerie en 1900 – l'orgue est déclaré « hors d'état d'usage » en 1961. Il est abandonné et la maison Roethinger réalise un petit positif de chœur en 1965.
Une association, l'Organisation pour la renommée du grand orgue de la Croix-aux-Mines (ORGOCAM), est créée en 1985 pour promouvoir une restauration de l'orgue.
Buffet et instrument obtiennent une inscription à l’inventaire supplémentaire des monuments historiques en 1989 et 1991.
En 1992 l'orgue est démonté et transporté dans les ateliers de Laurent Plet, facteur d'orgues à Macey (Aube). Sa restauration achevée, le nouvel orgue est inauguré le 4 septembre 1994.

## Association
L'Organisation pour la renommée du grand orgue de la Croix-aux-Mines (ORGOCAM), créée à l'origine pour sauver l'orgue, travaille désormais à la valorisation et à la protection de l'ensemble du patrimoine de l'église, en collaboration avec la mairie et en concertation avec la Direction régionale des Affaires culturelles (DRAC Lorraine). Ses bénévoles assurent des visites guidées.